# Danger days: the true lives of the Fabulous Killjoys
Danger days: the true lives of the Fabulous Killjoys es el cuarto álbum de estudio de la banda estadounidense de rock My Chemical Romance, y el último de su primera etapa. Publicado el 16 de noviembre de 2010 por la discográfica Reprise Records, sus canciones pertenecen a los géneros rock, punk, garage rock, balada rock y punk-funk. La inspiración para el disco proviene de grupos de rock contemporáneos, de bandas protopunk de los años sesenta y setenta y también del rock psicodélico; adicionalmente, la agrupación ha declarado que hay una fuerte influencia del cine en el disco. Al igual que su antecesor —The Black Parade, de 2006— contó con la producción de Rob Cavallo.
Las grabaciones del disco tomaron más de un año, periodo en el que registraron más de treinta y seis canciones, la mayoría de las cuales fueron desechadas debido a que la banda consideró que no eran un aporte para el género. La edición final del álbum y sus videoclips poseen una temática ambientada —al igual que la película Blade Runner— en una California futurista y posapocalíptica del año 2019, en donde unos forasteros llamados Killjoys combaten contra una corporación que controla a la sociedad. La banda ha manifestado que esta idea es una metáfora de las cosas por las que pasaron durante la creación del disco. El vocalista de la banda, Gerard Way, publicaría durante 2013 un cómic que continúa la historia descrita en los videoclips del álbum. A diferencia de como lo habían hecho con sus trabajos anteriores, la agrupación señaló que Danger days no es un álbum conceptual, aunque hay críticos que sí lo refieren como tal.
Tras su publicación, Danger days recibió críticas en general positivas: fue descrito como «una gran diversión» por Billboard o «el mejor disco de rock del año por un margen muy grande» por NME, y fue incluido entre los mejores álbumes de 2010 por Rolling Stone, en el número 28; sin embargo, según el New York Times algunos lo vieron como un acto de empequeñecimiento y de fundición creativa. En la recepción comercial, debutó en el número 8 de la lista estadounidense Billboard 200, y en el número 1 de Rock Albums y Alternative Albums de Billboard; además, apareció en las listas musicales de decenas de otros países. A febrero de 2011, Danger days había vendido más de un millón de copias a nivel mundial; en Estados Unidos, en tanto, fue certificado como disco de oro en 2017.
La gira promocional de este disco fue The World Contamination Tour (octubre de 2010-febrero de 2012), que contempló conciertos en Europa, Norteamérica, Asia y Oceanía. El grupo también coencabezó el Honda Civic Tour de 2011.

## Creación

### Composición y grabación

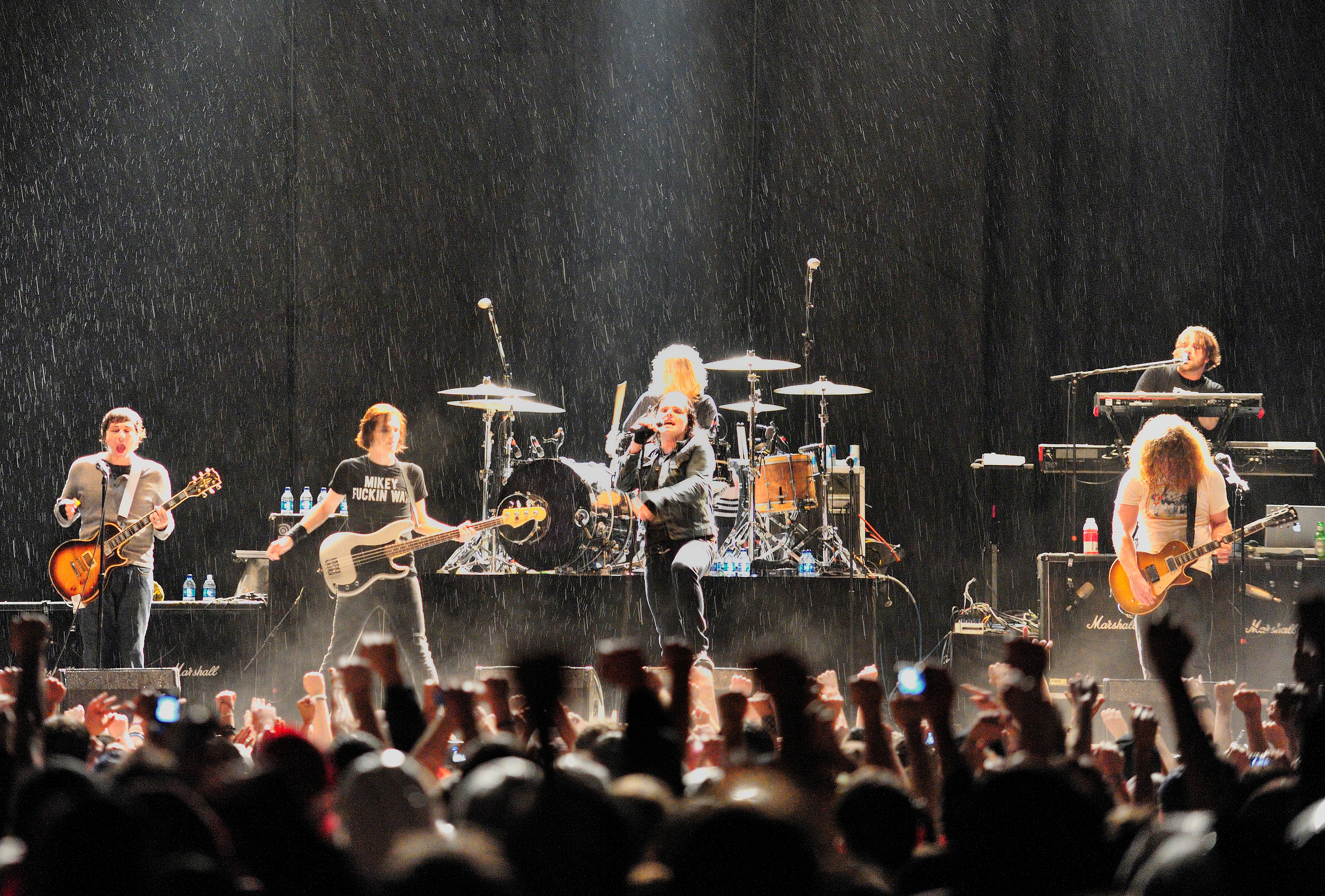
My Chemical Romance tocando en 2008 en Estados Unidos, durante la gira mundial The Black Parade

My Chemical Romance comenzó escribiendo material para su cuarto disco durante The Black Parade World Tour, la gira promocional de su tercer álbum. En ese entonces, tenían intenciones de crear un álbum más simple y despojado, y afirmaban que extrañaban ser una banda de rock. Luego de terminar la gira en mayo de 2008, la banda tomó un descanso.
Para definir sus planes para el cuarto álbum, la banda se reunió a principios de 2009 en Mates Inc., una sala de ensayo en Los Ángeles. El vocalista Gerard Way llevó ahí un conjunto de canciones que capturaban lo que quería obtener: música de las bandas protopunk The Stooges y MC5 (ambas de la ciudad de Detroit), o la canción «Neat, neat, neat» del grupo británico The Damned, cuyo estilo coincidía con el material que el guitarrista Frank Iero había compuesto. Luego de una primera fase de composición, el quinteto le presentó entre diez y trece rápidas canciones al productor Brendan O'Brien (que antes había trabajado con Pearl Jam, Mastodon y Bruce Springsteen, entre otros).
Las grabaciones del álbum se iniciaron el 11 de junio de 2009, junto a O'Brien y el ingeniero de mezcla Rich Costey. El disco que estaban creando en ese entonces, llamado Conventional weapons: we're no match for them, sería descrito posteriormente por la revista Alternative Press como «un caso decididamente esquizofrénico», por la mezcla que hacía de canciones protopunk y thrash con otros temas melódicos con reminiscencias de artistas legendarios del rock alternativo. La publicación también añade que «[Conventional weapons] sonaba a una banda en su enésimo álbum, en la que la obsesión con el oficio tomó precedencia por sobre formar y promulgar una actitud, lo cual es el mismísimo elemento que hacía de los trabajos anteriores de MCR algo intrigante de escuchar».
Pocas semanas después de grabar las canciones, la agrupación dio dos conciertos en Los Ángeles (California) y dos en el festival japonés Summer Sonic. En estos shows presentaron tres de las nuevas canciones en que estaban trabajando: «Kiss the ring», «The drugs» y «Death before disco». De acuerdo al guitarrista Ray Toro, durante ese viaje a Japón la banda estaba escuchando las canciones que habían grabado mientras viajaban en un tren de alta velocidad, y el vocalista Gerard Way sintió que lo que tenían hasta ese momento no era lo suficientemente robusto como para conformar un álbum. Por esto, Way compró en el país asiático un cuaderno, que llenó de nuevas ideas y letras de canciones. Posteriormente, el grupo retornó al estudio Henson Recording de Los Ángeles para la grabación de otras diez canciones, que completaban un disco que Way definía como una reacción a su tercer álbum y como una protesta contra ellos mismos y contra la música con mensajes vagos. A fines del año 2009, la banda dio un avance del disco mostrando algunas canciones a diferentes medios; entre ellas se encontraban títulos como «Trans Am», «Still alive», «The light behind your eyes», «Black Dragon Fighting Society» y «Boy division». La revista Spin encontró en estas canciones influencias de bandas como Judas Priest, Def Leppard y The Hives, además de las declaradas por My Chemical Romance.
Una vez que tuvieron veintiocho canciones grabadas, My Chemical Romance admitió su descontento con el álbum que estaban haciendo; según han declarado, resultó ser «un disco aburrido que no aportaba nada al género». Frank Iero ha comentado: «Creo que estábamos totalmente asustados por la situación de la que veníamos saliendo: estar de gira por dos años seguidos, ser malinterpretados y malentendidos. Habíamos hecho “Desolation row” y pensamos que quizás la clave era hacer canciones rápidas y duras, y hacer un álbum de rock despojado. Así que creo que lo que se escucha [en Conventional weapons] es a una banda haciendo un álbum que ellos creen que quieren hacer, pero sin estar seguros de por qué».
Consecuentemente, mientras las pistas anteriores seguían siendo mezcladas, tomaron la decisión de empezar de nuevo y grabar otras canciones. La primera de ellas fue «Na na na (na na na na na na na na na)», que fue compuesta por Gerard Way alrededor de enero de 2010 durante una estadía en el desierto, y que es descrita por él como un acto de honestidad acerca de sus sentimientos por el disco que finalmente desecharon. Junto con «Na na na» la banda compuso una canción llamada «First chance», que no sería incluida en el álbum, para luego escribir las canciones «Vampire money», «Planetary (GO!)» y «SING», entre otras. Estas sesiones se efectuaron bajo la supervisión del productor y amigo de la agrupación Rob Cavallo, en su propio estudio casero, Lightning Sound, en la ciudad de Calabasas (Los Ángeles). La última canción que se grabó fue «The kids from yesterday», la cual ha sido señalada como favorita por todos los miembros del grupo. En julio de 2010, Way anunció que habían terminado el disco, al cual calificó como «el segundo intento del álbum».
En este disco se utilizaron recursos nuevos para la banda, como lo son el uso de sintetizadores y el empleo de ciertos samples de batería y loops, lo que dio origen a canciones que supondrían un importante cambio respecto de su tercer álbum. La edición final de Danger days: the true lives of the Fabulous Killjoys —que incluiría también algunos temas de las primeras sesiones de composición— sería publicada el 16 de noviembre de 2010.

### Influencias
La banda ha señalado que para la creación del álbum en un principio los influyó «el espíritu de bandas como The Stooges o MC5», pero que luego influyeron más artistas como The Chemical Brothers, Primal Scream con su álbum XTRMNTR, Teenage Fanclub, Pulp, Manic Street Preachers y David Bowie con su álbum Diamond dogs. My Chemical Romance también ha manifestado que hay una importante influencia del cine en el álbum, de películas como Blade runner, La naranja mecánica, The warriors, Vanishing point y Star wars: El Imperio contraataca. Cabe destacar que la temática futurista de Danger days se sitúa en California en el año 2019, es decir, en el mismo lugar y año que la trama de Blade runner. Otra influencia que han declarado es la de Quentin Tarantino: por ejemplo, la banda sonora de su película Reservoir dogs inspiró la idea de que hubiera un DJ que introdujera las canciones en el álbum, y el tráiler de este ha sido comparado con la estética de los films de Tarantino en general. Asimismo, Gerard Way ha comentado que en el álbum hay mucha influencia de la ciudad de Tokio, del manga Akira, de Takashi Miike (director de la película Visitor Q), así como de otros cineastas e historietistas japoneses. Finalmente, han señalado que la presencia de tantos colores es una cita a Andy Warhol, y han descrito a Danger days como «un gran disco de arte pop en muchos aspectos».
Al ser preguntados sobre si podían encontrar una relación entre «la felicidad de sus vidas personales con dónde se encuentran como banda», el vocalista respondió:

Absolutamente, en un cien por ciento, todo calza. Todo es circular, todo se relaciona, cada componente se relaciona. Incluso el ser capaces de decir: «¡Dios, somos artistas!», y aceptar eso. «Soy padre, él es padre», ser capaces de decir eso es... Y luego todo comienza a conectarse. Dices: «Espera un momento, yo escribo cómics, ¿por qué no puedo usar eso para ayudar a nuestra música?», o: «Estoy realmente interesado en el cine, ¿por qué no puedo usar eso para ayudar?». Es eliminar las reglas.
Gerard Way

## Contenido

### Título
En una entrevista de noviembre de 2010, Gerard Way explicó el título del álbum de la manera siguiente:

Danger days [días de peligro] es lo que se necesita para hacer algo grandioso, es a lo que le temes mucho para hacer un gran álbum. True lives of the Fabulous Killjoys [las verdaderas vidas de los Fabulosos Aguafiestas] se refiere a nosotros, a los fanes, a todos los artistas que conocemos y ayudaron a darle forma al disco. Se trata de los artistas; es para los artistas.
Gerard Way

### Temática general del álbum
El álbum y sus videoclips están ambientados en California, en el contexto de un año 2019 posapocalíptico. La temática se desarrolla en Battery City, una ciudad ficticia en la que todo es fácil y seguro, y en donde a las personas les entregan sus emociones por medio de pastillas. Fuera de la ciudad hay un peligroso desierto, en donde habita una pandilla de forasteros llamados Killjoys, quienes deben lidiar y combatir contra la corporación Better Living Industries, que controla a la población de la ciudad. La banda ha manifestado que todo esto es una metáfora de las cosas por las que pasaron para crear el álbum, y una reacción a «el eliminar las cosas especiales, eliminar el arte y ser absorbido en este tipo de cultura poco arriesgada de rock treintañero». Ray Toro ha expresado que, para él, el disco en general se trata de «encontrar una sensación de libertad y usar la creatividad y el arte como un arma, en contraposición a preocuparse por el resultado final». La temática de Danger days ha sido comparada con las películas de los años setenta Vanishing point y Mad Max, y tiene también algunos elementos similares al álbum conceptual Kilroy was here, del grupo estadounidense Styx.
Específicamente, los personajes interpretados por la banda son Party Poison, Jet-Star, Fun Ghoul y Kobra Kid (que corresponden a Gerard Way, Ray Toro, Frank Iero y Mikey Way, respectivamente), quienes tienen aliados como el locutor de radio Dr. Death Defying. Además, en la red social Twitter se crearon cuentas para otros personajes del álbum, como News A Go-Go y Tommy Chow Mein.

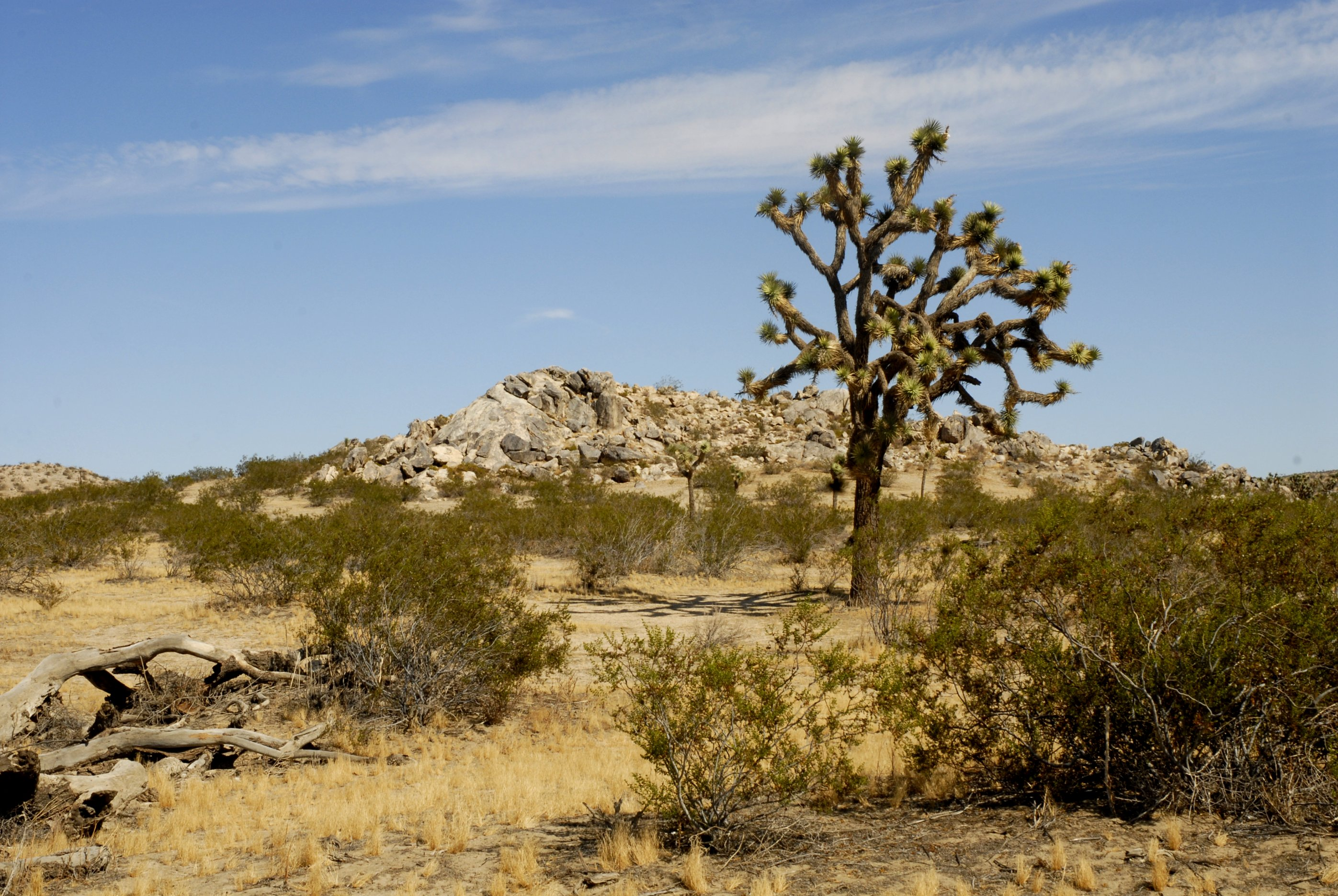
El álbum está ambientado en el desierto y una ficticia ciudad de California.

La revista Rolling Stone, sobre el álbum en general, comenta que el vocalista de la banda «está enojado con todo el mundo: con los drogones, con las chicas fiesteras, con Hollywood, y sobre todo con él mismo por haberse hecho tan famoso». En este mismo sentido, la canción «Na na na» presenta una postura crítica ante la cultura consumista de Estados Unidos. Además, la revista Chilango sostiene que «las letras del disco tienen elementos de ciencia ficción, horror y cómics, lo cual ayuda a crear una atmósfera de cultura pop que se escucha a lo largo de todo el disco».
La revista Spin afirmó que My Chemical Romance se presentó en Danger days «como una banda musculosa explorando la riesgosa intersección entre el glam de los setenta, el new wave de los ochenta y el rock adolescente de su nativa Nueva Jersey», mientras que Rolling Stone dijo que el álbum contiene «un conjunto de canciones en su mayoría de alegres sintetizadores y de pop tecnicolor». De igual manera, Chilango afirma que las canciones «Party Poison», «Vampire money» y «Planetary (GO!)» muestran una nueva faceta de la banda: una fiestera y divertida, que antes se había manifestado por un momento en la canción «Teenagers». Ante la pregunta de si en Danger days habían abordado en mayor medida a sus influencias del britpop, el vocalista de la banda ha respondido: «Sí, absolutamente. Se siente como que para mí y Mikey eso ha estado esperando por mucho tiempo para ser puesto sobre la mesa. [...] Siento que ese era un gran aspecto que faltaba de parte de mí y de The Black Parade».

### Detalles de las canciones
Way se propuso buscar una frase icónica con la que empezara el álbum, y mientras estaba en el estudio escribió en un pizarrón la expresión Look alive, sunshine; la idea era convertirla en «una declaración verdaderamente atemporal», que dijera «inmediatamente algo como ‘vigila tu trasero’». Esta frase también le daría nombre a la primera pista del álbum, que consiste en una introducción de un locutor radial. El nombre elegido para este presentador fue Dr. Death Defying (en español, Dr. Desafiador de la Muerte), frase que es calificada por Way como un resumen de lo que la banda es.
Acerca de la primera canción del disco, «Na na na (na na na na na na na na na)», Dan Martin de NME ha dicho que «tan espeluznante como suena, de las cosas que se encontrarán aquí [en Danger days] esto es lo más parecido a los My Chemical Romance que había hasta ahora».
La banda ha comentado que Jenny, una de los protagonistas de «Bulletproof heart», «podría ser» la joven desaparecida de la que habla la canción «Jenny was a friend of mine», lo que hicieron como un homenaje a sus connacionales The Killers.
En cuanto a la canción «SING», el cuarteto ha indicado lo siguiente: «La idea de Danger days y especialmente de esa canción es subvertir, y adentrarnos bajo la piel de ciertos individuos políticamente, socialmente, y también llegar a la televisión nacional [...] para hablar de cómo nos sentimos acerca del mundo».
El tema de punk-funk «Planetary (GO!)», por su parte, fue inspirado por la canción del año 1966 «Paint it, black», de los Rolling Stones, además de constituir la primera vez que la banda concreta sus deseos de crear una canción bailable.
Gerard Way ha declarado que en la pista intermedia «Jet-Star and the Kobra Kid/Traffic report» quisieron crear «dos personajes que se sintieran como Butch Cassidy y el Sundance Kid».
Asimismo, a «Save yourself, I'll hold them back» la definen como la parte más dura y agresiva del disco.
La balada rock «S/C/A/R/E/C/R/O/W» es, en palabras del guitarrista Ray Toro, una canción psicodélica que «muestra el lado más artístico de la banda», así como su «mejor intento» en hacer una canción como «Lucy in the sky with diamonds» de The Beatles.
En cuanto a la canción «DESTROYA», esta tiene como tema central a la religión, y, en palabras de Way, «trata a la religión casi como una superstición, o cuestiona su existencia».
La última pista del álbum, la canción de garage rock «Vampire money» (Dinero de vampiros), fue creada luego de que la agrupación se negara a contribuir con la banda sonora de la película Luna nueva, de la saga Crepúsculo, cuyos protagonistas son vampiros; Gerard Way ha señalado: «Por eso esta canción está en nuestro álbum, porque hay muchas personas en busca de ese maldito dinero».

### Cómic
Gerard Way junto a Shaun Simon publicaron entre junio y diciembre de 2013 su cómic The true lives of the Fabulous Killjoys, una serie limitada que continúa la historia descrita en los videoclips del álbum y se desarrolla años después de la muerte de los Killjoys. La protagonista es la pequeña niña llamada simplemente Girl, e incluye a personajes como el grupo de los Ultra-V, a dos prostitutas androides llamadas Red y Blue, y a antagonistas como los draculoids y los scarecrows, que han sido comparados con los agentes de la Interpol. La historieta recoge la trama del tercer videoclip que la banda programó, pero nunca realizó, y sus dibujos —que estuvieron a cargo de la historietista Becky Cloonan— están influidos por el ambiente punk que había en la ciudad de Nueva York a fines de los años noventa.

## Promoción

### Lanzamiento

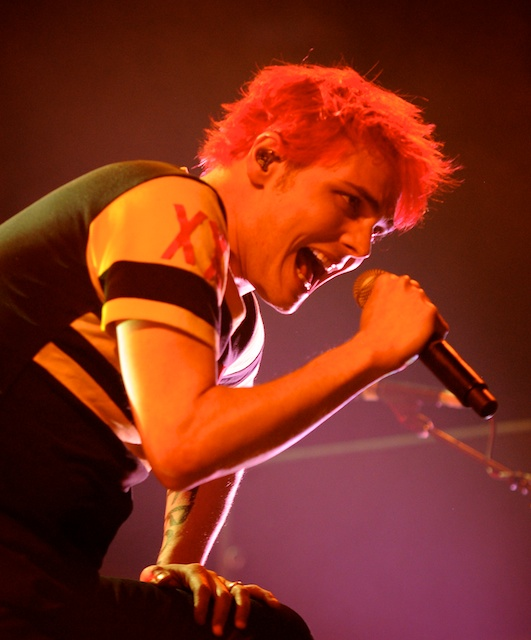
Gerard Way en Montreal (Canadá), durante la gira Honda Civic Tour, en agosto de 2011

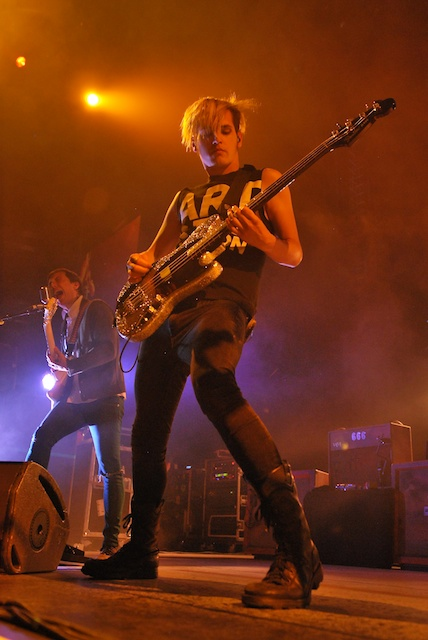
Mikey Way y Frank Iero en Montreal (Canadá)

La banda lanzó una pequeña muestra del álbum el 17 de septiembre de 2010, publicando en su cuenta oficial de Youtube un tráiler llamado Art is the weapon. El clip posee un estilo similar a las películas de Quentin Tarantino, y ha sido calificado como una mezcla posapocalíptica de punk rock, ciencia ficción y el salvaje oeste.
Desde el martes 16 de noviembre de 2010 se mostró en la página oficial de My Chemical Romance un video presentado por el personaje Dr. Death Defying, en el que se difundieron por primera vez todas las canciones del disco. El 22 de noviembre, día del lanzamiento del álbum en Estados Unidos, la banda dio un concierto en el local House of Blues de Los Ángeles, cuya antesala fue una feria ambientada con iconografía propia del álbum, y que incluyó diversos juegos y una persona que tatuaba a los asistentes con la sigla MCR por sesenta dólares. El concierto contempló tanto canciones de Danger days como de discos anteriores, y fue transmitido en vivo por MTV.com, cuyo periodista James Montgomery calificó la actuación como una con «el pedal hasta el fondo y sin ceder nunca», y agregó que a la banda se la pudo ver «bombardeando ritmos tanto básicos como precisos». El evento contó con la presencia del historietista Grant Morrison.

### Ediciones y formatos
En forma simultánea al lanzamiento de la edición regular del álbum se distribuyó una edición de lujo, llamada California 2019. Cada paquete de esta edición incluía alguna de las cuatro pistolas láser hechas de polirresina, uno de los cuatro antifaces, una pulsera de madera, un libro de fotografías de cuarenta y ocho páginas llamado Art is the weapon y, por último, el EP The Mad Gear and Missile Kid, que contiene tres canciones de una banda ficticia del mismo nombre, perteneciente al mundo creado en Danger days. Sobre este EP el guitarrista Frank Iero dijo que es lo que los Killjoys escuchan en su automóvil durante los tiroteos.
El álbum también fue publicado en formato de disco de vinilo. Una de las ediciones consiste en un disco de vinilo tradicional, de color negro, disponible en la tienda en línea de la banda y en tiendas de música a nivel internacional. También se publicó una edición especial de vinilo que corresponde a un disco rojo, blanco y azul, limitada a solo quinientas unidades y disponible de manera exclusiva en la tienda en línea de My Chemical Romance.

### Sencillos y videoclips

#### «Na na na (na na na na na na na na na)»
Dos meses antes del lanzamiento de Danger days, el miércoles 22 de septiembre, se estrenó en algunas estaciones de radio —como las estadounidenses WRFF y KROQ o la británica BBC Radio 1— el primer sencillo del álbum: «Na na na (na na na na na na na na na)». El videoclip de la canción, estrenado el 14 de octubre y codirigido por Gerard Way, muestra a la banda junto a una niña en el desierto, conduciendo a alta velocidad y teniendo una batalla con pistolas láser contra unos hombres con máscaras de Drácula, llamados draculoids. Al final del video, la niña es raptada por miembros de la corporación Better Living Industries. MTV señaló que el clip tiene «un ritmo rompecuellos, jactancia despectiva y diseños hiperquinéticos e hipercoloridos». La grabación del video fue calificada por Way como el mejor momento de su carrera. La banda ha señalado a la película Blade runner como una gran inspiración para el video, al igual que otros filmes de ciencia ficción de fines de los años setenta y principios de los ochenta, portadas de libros de ciencia ficción, el motocross vintage de los ochenta o el arte pop. MTV.com identificó a lo largo del clip diferentes referencias a la cultura popular, entre las que se incluyen guiños a películas como Easy rider y The warriors, al isotipo de la petrolera estadounidense Mobil, al director italiano de spaghetti westerns Sergio Leone o a los robots de juguete Shogun Warriors de Mattel.

#### «SING»
El miércoles 3 de noviembre, se estrenó en MySpace y en las estaciones de radio el segundo sencillo: la canción «SING». Su videoclip, codirigido por Gerard Way y P. R. Brown, es la secuela del video de «Na na na», y posee una estética más oscura. En él, los Killjoys se adentran en Battery City y logran irrumpir en un edificio de la corporación Better Living Industries, con el objetivo de recuperar a la pequeña niña que les fue secuestrada en la primera parte. La niña logra salvarse con la ayuda del personaje Dr. Death Defying, pero los Killjoys son asesinados. MTV.com sostiene que «no hay mucha diversión por tener aquí pero, como es en el caso de la mayoría de las grandes segundas partes (El Imperio contraataca, por ejemplo), los buenos momentos en realidad no son la meta»; el sitio web comenta, además, que la sensación general del video es la de un tributo al líder de la banda Gerard Way. En este clip las referencias a la cultura popular prácticamente desaparecen, aunque sí se encuentran unas a Star wars y al personaje Snake Plissken de las películas Escape from New York y Escape from L.A.; además, la primera escena del video se filmó en el túnel 2nd Street de Los Ángeles, que es el mismo que aparece en la película Blade runner.

#### «Planetary (GO!)»
El 28 de marzo de 2011, se publicó como sencillo la canción «Planetary (GO!)». El videoclip, filmado en el Islington Academy de Londres (Inglaterra), muestra a la banda tocando la canción ante una audiencia de seiscientas personas, quienes asistieron con pistolas láser de plástico, cascos, pañuelos y máscaras. La banda los alentó a presentarse «vistiendo de colores y con ropa de killjoys». Gerard Way comentó que la canción se trata de estar en una discoteca bailando, y que en la grabación del video hubo una «verdadera atmósfera de fiesta». La idea para el video surgió luego de que en sus dos clips anteriores no tuvieran la oportunidad de tocar sus instrumentos, por lo que decidieron hacer uno que consistiera en un concierto. Además, señalaron que eligieron a «Planetary (GO!)» como sencillo no por razones de mercadeo, sino por la buena respuesta que recibió la canción cuando la tocaron por primera vez en la gira.

#### «The kids from yesterday»
En enero de 2012 se lanzó el último single del disco, «The kids from yesterday». El videoclip oficial de la canción fue hecho por una fan llamada Emily Eisemann, y rememora la década de carrera de la banda. El video, al igual que la canción misma, fue definido por James Montgomery de MTV como «agridulce», por cuanto repasa muchos triunfos de la agrupación, a la vez que deja entrever la duda de si este periodo de My Chemical Romance es también el fin de un momento del rock. Montgomery señala que a través de los videoclips que se publicaron se puede apreciar la decadencia en que se vio inmerso el álbum, ya que comenzó con dos videos de alto presupuesto, seguidos de uno que era de una presentación en vivo y, finalmente, uno hecho por una fan. Además, sostuvo que Danger days «realmente merecía algo mejor».

#### Otras notas
Además, la canción «The only hope for me is you», antes de ser publicada como sencillo promocional, fue lanzada durante la primera quincena de octubre de 2010, y se dio como descarga gratuita al reservar el disco en iTunes. Por su parte, la banda había planeado publicar un videoclip para la canción «Bulletproof heart», pero este proyecto nunca se concretó; una razón para esto, según insinuó el grupo, fue la falta de presupuesto.
Algunas canciones han sido difundidas en medios menos comunes, como «Na na na», de la cual se hizo una versión en el idioma ficticio simlish para que fuera incluida en el juego de computador Los Sims 3: Al caer la noche, lanzado en octubre de 2010; la canción original también apareció en una escena de la película American pie: El reencuentro. Además, la canción «Planetary (GO!)» destacó por formar parte del soundtrack del videojuego Gran turismo 5 y por ser el tema de su apertura.

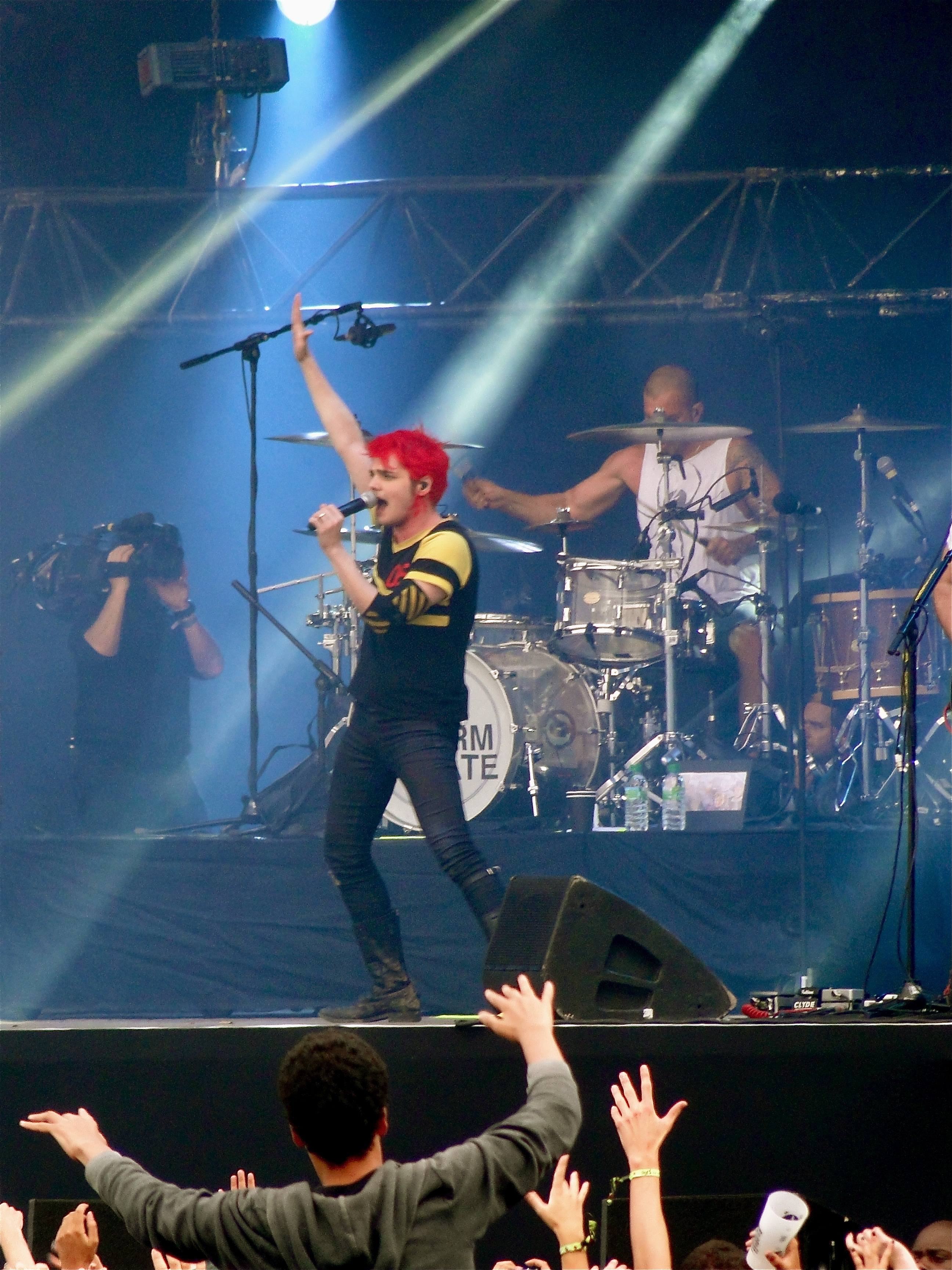
Gerard Way en un concierto en París (Francia), en agosto de 2011

### Giras
Después de que se publicara el tráiler del álbum, se anunciaron las fechas de los conciertos en Europa de su gira World Contamination Tour, a las que más tarde se sumarían presentaciones en Norteamérica, Japón y Oceanía desde octubre de 2010 hasta febrero de 2012. Además de esta gira, la banda formó parte del Honda Civic Tour 2011 junto a la banda Blink-182; esta serie de conciertos se desarrolló entre los meses de agosto y octubre de aquel año, e incluyó más de cuarenta presentaciones, principalmente en Estados Unidos.

## Lista de canciones
Todas las canciones escritas y compuestas por Iero, Toro, Way y Way, excepto las indicadas. 
| N.º   | Título                                      | Escritor(es)                 | Duración |  |
| 1.    | «Look alive, sunshine»                      |                              | 0:30     |  |
| 2.    | «Na na na (na na na na na na na na na)»     | Bryar, Iero, Toro, Way y Way | 3:25     |  |
| 3.    | «Bulletproof heart»                         | Bryar, Iero, Toro, Way y Way | 4:56     |  |
| 4.    | «SING»                                      |                              | 4:30     |  |
| 5.    | «Planetary (GO!)»                           |                              | 4:06     |  |
| 6.    | «The only hope for me is you»               | Bryar, Iero, Toro, Way y Way | 4:32     |  |
| 7.    | «Jet-Star and the Kobra Kid/Traffic report» |                              | 0:26     |  |
| 8.    | «Party Poison»                              | Bryar, Iero, Toro, Way y Way | 3:35     |  |
| 9.    | «Save yourself, I'll hold them back»        | Bryar, Iero, Toro, Way y Way | 3:50     |  |
| 10.   | «S/C/A/R/E/C/R/O/W»                         |                              | 4:28     |  |
| 11.   | «Summertime»                                |                              | 4:06     |  |
| 12.   | «DESTROYA»                                  |                              | 4:32     |  |
| 13.   | «The kids from yesterday»                   |                              | 5:24     |  |
| 14.   | «Goodnite, Dr. Death»                       |                              | 1:59     |  |
| 15.   | «Vampire money»                             |                              | 3:38     |  |
| 53:56 |                                             |                              |          |  |

| Bonus tracks |                                                                                             |          |  |
| N.º          | Título                                                                                      | Duración |  |
| 16.          | «We don't need another song about California» (bonus track en la edición de lujo de iTunes) | 4:28     |  |
| 17.          | «Zero percent» (bonus track en la edición japonesa)                                         | 2:47     |  |

## Recepción

### Crítica
Tras su lanzamiento, Danger days recibió críticas generalmente positivas. En el sitio Metacritic, que recopila gran cantidad de críticas en una sola calificación, obtuvo una valoración de 70/100. El sitio web de la revista Rock Sound afirma que «la creatividad de la banda toma un vuelo musical, gráfico y literario». Dan Martin de NME tuvo oportunidad de revisar el álbum antes de su publicación y lo calificó positivamente: en su comentario dijo incluso que «este es el mejor disco de rock del año por un margen tan grande que realmente te sientes avergonzado por el resto». Matt Heafy, cantante y guitarrista de la banda de metal Trivium, consideró al álbum como el cuarto mejor de 2010. Gary Graff de Billboard lo califica con una puntuación de 79 y comenta que «lo más importante es que es una gran diversión». Danger days fue ubicado en el número 28 en la lista de los treinta mejores álbumes de 2010 por Rolling Stone, y fue descrito por esta revista como un disco «extraordinariamente enérgico y profundamente infravalorado».
Respecto a sus álbumes anteriores, Rock Sound sostiene que, en este disco, «la forma en que han usado todo lo que aprendieron en The Black Parade y en que hicieron ajustes en ciertas partes se siente natural y confiada». La revista Alternative Press revisó el álbum y comentó: «Es realmente difícil creer que esta sea la misma banda que irrumpió en la escena hace seis años con el furioso himno musical “I'm not okay (I promise)”», y le otorgó una calificación de cuatro estrellas. Chilango sostiene que «Danger days es un acierto para la banda; no solo lograron tomar lo mejor de sus trabajos anteriores, sino que lo refrescaron usando nuevos elementos que le dieron un nuevo sonido e imagen a una banda que antes era encasillada en lo triste y obscuro». Stephen Erlewine de Allmusic hace notar que «no hay derramamientos emo de sangre, ni enfrentamientos expresionistas con la muerte» y que «para la mayoría de los oyentes es diversión en estado puro».
Sin embargo, Danger days recibió también críticas más duras. Jason Heller de The Onion A.V. Club sostiene que «el único encanto del disco es su arrogancia». PopMatters, a pesar de conceder que «es una interesante diversión y quizás un descanso necesario para la banda», afirma que el disco «está muy lejos del plano artístico en que se ubica The Black Parade», y lo califica como «un álbum conceptual desastrosamente confuso».

### Ventas y certificaciones
A febrero de 2011, Danger days: the true lives of the Fabulous Killjoys había vendido más de 1 200 000 copias a nivel mundial. Al completar la banda la gira mundial de este álbum, el sitio web australiano Adelaide Now sostuvo que, comercialmente, Danger days «resultó flojo en comparación con el exitoso The Black Parade»; al respecto, Gerard Way expresó: «No creo que nadie haya cometido error alguno. Lo que sea que haya pasado positiva o negativamente en cuanto a las ventas no solo no afectó a la banda, sino que no afectó a la percepción del mundo acerca de la banda como artistas». El álbum ha recibido la certificación de disco de oro en países como Estados Unidos, Irlanda, Nueva Zelanda y Reino Unido:
| Región         | Proveedor | Certificación |
| -------------- | --------- | ------------- |
| Estados Unidos | RIAA      | Oro           |
| Irlanda        | IRMA      | Oro           |
| Nueva Zelanda  | RIANZ     | Oro           |
| Reino Unido    | BPI       | Oro           |

### Listas musicales
Danger days logró posicionarse en las listas musicales de a lo menos veintiún países diferentes, como se muestra en la siguiente tabla:
| País              | Lista (2010)                | Primera semana | Posición de ingreso | Posición más alta | Semanas en la máxima posición | Semanas en la lista | Última semana | Posición de salida |
| ----------------- | --------------------------- | -------------- | ------------------- | ----------------- | ----------------------------- | ------------------- | ------------- | ------------------ |
| Alemania          | German Top 100 Albums Chart | -              | 18                  | 18                | 1                             | 1                   | -             | 18                 |
| Australia         | ARIA Charts                 | 2010-12-05     | 10                  | 10                | 1                             | 9                   | 2011-01-30    | 50                 |
| Austria           | Alben Top 75                | 2010-12-03     | 15                  | 15                | 1                             | 4                   | 2010-12-24    | 64                 |
| Bélgica (Flandes) | Ultratop                    | 2010-12-04     | 79                  | 79                | 1                             | 1                   | 2010-12-04    | 79                 |
| Bélgica (Valonia) | Ultratop                    | 2010-12-04     | 99                  | 99                | 1                             | 1                   | 2010-12-04    | 99                 |
| Canadá            | Canadian Albums Chart       | -              | -                   | 13                | -                             | -                   | -             | -                  |
| Estados Unidos    | Billboard 200               | 2010-12-11     | 8                   | 8                 | 1                             | 15                  | -             | -                  |
| Estados Unidos    | Alternative Albums          | -              | -                   | 1                 | -                             | -                   | -             | -                  |
| Estados Unidos    | Digital Albums              | -              | -                   | 3                 | -                             | -                   | -             | -                  |
| Estados Unidos    | Tastemaker Albums Chart     | -              | -                   | 3                 | -                             | -                   | -             | -                  |
| Estados Unidos    | Top Rock Albums             | -              | -                   | 1                 | -                             | -                   | -             | -                  |
| España            | Top 100 Álbumes de España   | 2010-11-28     | 31                  | 31                | 1                             | 2                   | 2010-12-05    | 73                 |
| Finlandia         | Finland's Official List     | 2010-12-01     | 9                   | 9                 | 1                             | 5                   | 2011-01-12    | 39                 |
| Francia           | IFOP Top 200 Albums         | 2010-11-27     | 80                  | 80                | 1                             | 2                   | 2010-12-04    | 174                |
| Grecia            | IFPI Greece                 | -              | 32                  | 32                | 1                             | 1                   | -             | 32                 |
| Irlanda           | Irish Albums Chart          | 2010-11-25     | 48                  | 14                | 1                             | 7                   | 2011-03-10    | 70                 |
| Italia            | Italia Top 100 Albums Chart | 2010-11-23     | 37                  | 37                | 1                             | 1                   | 2010-11-23    | 37                 |
| Japón             | Oricon                      | -              | -                   | 8                 | -                             | -                   | -             | -                  |
| México            | Top 100 México              | 2010-11-30     | 9                   | 9                 | 1                             | 12                  | 2011-03-01    | 93                 |
| Noruega           | VG-lista                    | 2010-11-30     | 21                  | 21                | 1                             | 3                   | 2011-03-22    | 40                 |
| Nueva Zelanda     | Top 40 Albums Chart         | 2010-11-29     | 4                   | 4                 | 1                             | 7                   | 2011-01-10    | 32                 |
| Países Bajos      | Mega Album Top 100          | 2010-11-27     | 60                  | 60                | 1                             | 1                   | 2010-11-27    | 60                 |
| Polonia           | Polish Music Charts         | 2010-12-06     | 46                  | 46                | 1                             | 1                   | 2010-12-06    | 46                 |
| Reino Unido       | UK Top 75 Albums Chart      | 2010-11-28     | 14                  | 14                | 1                             | 16                  | 2011-04-24    | 74                 |
| Suecia            | Sverigetopplistan           | 2010-12-03     | 34                  | 34                | 1                             | 1                   | 2010-12-03    | 34                 |
| Suiza             | Swiss Music Charts          | 2010-12-05     | 25                  | 25                | 1                             | 3                   | 2010-12-19    | 100                |

## Fechas de publicación
El álbum estuvo disponible por primera vez el 16 de noviembre de 2010, a través de un video en internet difundido por la banda; la publicación comercial, sin embargo, se hizo desde el 19 de noviembre de 2010, aunque en muchos países la fecha difirió, según se muestra en la siguiente tabla:
| Región                | Fecha                   | Discográfica        |
| --------------------- | ----------------------- | ------------------- |
| Mundial (en internet) | 16 de noviembre de 2010 | Reprise Records     |
| Alemania              | 19 de noviembre de 2010 | Reprise Records     |
| Estados Unidos        | 22 de noviembre de 2010 | Reprise Records     |
| México                | 23 de noviembre de 2010 | Warner Music México |
| España                | 23 de noviembre de 2010 | Warner Music Spain  |
| Japón                 | 24 de noviembre de 2010 | Warner Music Japan  |

## Créditos
| My Chemical Romance - Gerard Way: voz; - Ray Toro: guitarra principal; - Frank Iero: guitarra rítmica; - Mikey Way: bajo. | Músicos adicionales - Bob Bryar: cocompositor en pistas 2, 3, 6, 8 y 9; - John Miceli: batería y percusión; voces en pista 9; - Dorian Crozier: batería en pista 3; - Jamie Muhoberac: teclado; - Steve Montano: personaje Dr. Death Defying; - Airi Isoda: personaje NewsAGoGo; - Jonathan Rivera: voces en pista 9. |